# Liste von Schiffen mit dem Namen Sibylle
Sibylle ist ein mehrfach genutzter Schiffsname. Eine Sibylle (altgriechisch σίβυλλα) ist dem Mythos nach eine Prophetin, die im Gegensatz zu anderen göttlich inspirierten Sehern ursprünglich unaufgefordert die Zukunft weissagt.
| Bezeichnung | Schiffsart        | Klasse / Typ   | Baujahr | Bauwerft                     | Eigner                           | Dienstzeit                          | Verbleib |
| ----------- | ----------------- | -------------- | ------- | ---------------------------- | -------------------------------- | ----------------------------------- | --- |
| Sibylle     | Motorsegler       |                | 1919    | Werft C. Lühring, Brake      | Nordschiffahrt, Flensburg        | 1919–1955                           | Gebaut für Reinecke & Bremer als Küstensegler Käthe, 1930 motorisiert, 1952 an Nordschiffahrt, Flensburg und umbenannt in Sibylle, seit 5. Dezember 1955 auf einer von Stettin nach Helsinki mit Kohle verschollen. |
| Sibylle     | U-Boot            | Diane-Klasse   | 1934    | Chantier de la Seine (Rouen) | Französische Marine              | 22. Dez. 1934 Indienststellung      | Seit 8. November 1942 vor Casablanca verschollen |
| La Sibylle  | U-Boot            | Seraph-Klasse  | 1942    | Chatham Dockyard (Chatham)   | Royal Navy / Französische Marine | 21. Dez. 1942 Indienststellung      | Am 24. September 1952 bei einem Unfall gesunken |
| Sybille     | Küstenmotorschiff |                | 1967    | Krögerwerft, Schacht-Audorf  | Hans-Erich Lüdtke, Rendsburg     | 1967–2012                           | 1975 Niederelbe I, 1982 Beate, 1999 Salim S., 1999 Mohammad B., 2006 Ali-A., am 6. Februar 2012 im Register gelöscht.                                                                                               |
| Sybille     | Containerschiff   | Fastbox-Klasse | 1975    | Watanabe Zosen, Hakata       | Lüdke Schiffahrt, Fockbek        | 1975–2013                           | 1988 Scot Venture, 1988 Echo Carrier, 1989 Sybille, 1991 Rockabill, 1993 Sea Boyne, 1999 Sea Osprey, 2009 Michael, ab 1. April 2013 verschrottet.                                                                   |
| Sybille     | Containerschiff   |                | 1991    | Krögerwerft, Schacht-Audorf  | Reederei Lüdke, Rendsburg        | 1991 bis heute, unter anderen Namen | 1993 Baltic Bridge, 1993 Sybille, 1995 Rhein Merchant, 2000 Sybille, 2005 Coastal Deniz, 2014 Rania H., 2017 Muzah, so in Fahrt.                                                                                    |

1. ↑  miramarshipindex.nz, Eintrag Nummer 5607083
2. ↑  miramarshipindex.nz, Eintrag Nummer 6712435
3. ↑  miramarshipindex.nz, Eintrag Nummer 7530834
4. ↑  miramarshipindex.nz, Eintrag Nummer 9002128